# The Bride (film, 2026)
Pour les articles homonymes, voir Bride.
Pour plus de détails, voir Fiche technique et Distribution.
The Bride est un film américain réalisé par Maggie Gyllenhaal et dont la sortie est prévue en 2026. À l'instar du film La Fiancée de Frankenstein (1935), il met en scène la femme du monstre de Frankenstein créé par Mary Shelley pour son roman Frankenstein ou le Prométhée moderne.

## Synopsis
Dans les années 1930, la créature de Frankenstein se rend à Chicago. Il va contacter un scientifique pour qu'il lui crée une épouse à partir du cadavre d'une femme qui a été assassinée.

## Fiche technique
Sauf indication contraire, les informations mentionnées dans cette section peuvent être confirmées par la base de données cinématographiques IMDb,  présente dans la section « Liens externes ».
- Titre original : The Bride!
- Réalisation et scénario : Maggie Gyllenhaal
- Musique : Hildur Guðnadóttir
- Décors : Rena DeAngelo
- Costumes : Sandy Powell
- Photographie : Lawrence Sher
- Montage : Dylan Tichenor
- Production : Maggie Gyllenhaal, Osnat Handelsman-Keren, Talia Kleinhendler et Emma Tillinger Koskoff

Producteurs délégués : Courtney Kivowitz et Carla Raij
- Sociétés de production : Pie Films, First Love Films et Pilot Productions
- Société de distribution : Warner Bros. (États-Unis, France)
- Budget : 80 millions de dollars[1]
- Pays de production :  États-Unis
- Langue originale : anglais
- Format : couleur
- Genre : science-fiction, horreur, drame, romance
- Dates de sortie[2] : Dates sujettes à modification
  - France : 4 mars 2026[3]
  - États-Unis : 6 mars 2026

## Distribution
- Penélope Cruz : Myrna
- Christian Bale : le monstre de Frankenstein
- Jessie Buckley : la femme du monstre
- Peter Sarsgaard : un inspecteur
- Annette Bening
- Julianne Hough
- John Magaro
- Jeannie Berlin
- Jake Gyllenhaal
- Linda Emond

## Production

### Genèse et développement
Universal Pictures a cherché à plusieurs reprises à produire un remake de La Fiancée de Frankenstein (1935) de James Whale. Alors que le roman original Frankenstein ou le Prométhée moderne a été adapté à de très nombreuses reprises, peu de films ont mis en scène la femme de Frankenstein ou un équivalent féminin, hormis La Promise (The Bride, 1985) de Franc Roddam. Dès 1991, le studio envisage de produire un remake pour la télévision câblée. Martin Scorsese exprime alors son intérêt pour le réaliser.
Dans les années 2000, Universal fait équipe avec Imagine Entertainment et engage Shari Springer Berman et Robert Pulcini pour écrire le scénario. Ils imaginent alors une histoire dans le New York contemporain et moderne. Jacob Aaron Estes sera également un temps lié au projet pour écrire une ébauche. En juin 2009, Universal et Imagine négocient avec le cinéaste Neil Burger. Le producteur Brian Grazer est chargé de superviser le développement du remake.
En décembre 2015, il est rapporté qué David Koepp va écrire le script. En mai 2017, Universal Pictures annonce la création d'un univers partagé regroupant plusieurs films de monstres, le Dark Universe, reboot des Universal Monsters. Le premier film produit est La Momie (2017). Il est alors annoncé que le Dark Universe se poursuivra avec Bride of Frankenstein réalisé par Bill Condon. En octobre 2017, la préproduction débute alors que l'équipe créative et le studio décident de repousser le projet poour améliorer davantage le scénario. Javier Bardem et Angelina Jolie sont alors annoncés dans les rôles respectifs du monstre et de son épouse. Finalement, Bill Condon révèle peu après que l'actrice a finalement décidé de quitter le projet et qu'il aimerait Gal Gadot pour la remplacer. Le 8 novembre 2017, Alex Kurtzman et Chris Morgan, qui supervisaient le Dark Universe, se lancent dans d'autres projets, laissant planer le doute sur le futur de l'univers.
En janvier 2018, Bill Condon monte son équipe créative : le directeur de la photographie Tobias A. Schliessler, la cheffe décoratrice Sarah Greenwood, le compositeur Carter Burwell et la costumière Jacqueline Durran. En novembre 2019, le réalisateur évoque le fait que le film n'entrera pas en production. Il déclare alors : « C'était vraiment un crève-cœur... La façon la plus simple de le dire est de dire que je pense à La Momie, et de ne rien dire contre le film, mais le fait que cela n'a pas fonctionné pour eux et que c'était le début de toute cette réinvention de leurs monstres leur a fait peur à la fin de la journée. Parce que David Koepp écrivait le scénario, je pensais que c'était incroyablement bon, et nous étions sur le point de faire un très beau film. »
En octobre 2020, un autre projet d'adaptation est développé A24 et Apple Studios, avec Scarlett Johansson dans le rôle-titre et Sebastián Lelio à la réalisation, mais aucune autre annonce ou confirmation ne seront ensuite faites.
Amy Pascal rejoint ensuite le projet en février 2020 pour produire le film via sa société Pascal Pictures, avec Universal Pictures. Le studio courtise David Koepp pour poursuivre son travail de scénariste. Les cinéastes John Krasinski et Sam Raimi s'entretiennent alors individuellement avec le studio pour le poste de réalisateur,. En juin 2020, David Koepp déclare qu'en plus d'être toujours activement impliqué dans le projet, il était également inspiré par le succès récent de Invisible Man, relecture moderne du roman de H. G. Wells.
En mars 2022, David Koepp révèle qu'il n'est finalement plus lié au projet. Il a également déclaré que sa version initiale débutait dans les années 1870 et aurait impliqué le réveil de la mariée de nos jours. En août 2023, un nouveau projet pour Netflix est annoncé, avec Maggie Gyllenhaal à la réalisation. Il s'agit du second long métrage mis en scène par l'actrice après The Lost Daughter (2021). Christian Bale et Peter Sarsgaard sont par ailleurs annoncés devant la caméra. Netflix quitte cependant le projet peu de temps après préférant mettre une option sur le projet Frankenstein de Guillermo del Toro. En novembre 2023, il est annoncé que le projet de Maggie Gyllenhaal est repris par Warner Bros..

### Attribution des rôles
En août 2023, Penelope Cruz est annoncée dans un rôle non précisé. En janvier, Jessie Buckley est confirmée aux côtés de Christian Bale, Peter Sarsgaard et Annette Bening,.
En mars 2024, Julianne Hough rejoint la distribution. Le mois suivant, c'est au tour de John Magaro et Jeannie Berlin d'être confirmés. En juin 2024, Jake Gyllenhaal, le frère de la réalisatrice, rejoint lui aussi la distribution, dans un rôle inconnu.

### Tournage
Le tournage débute en mars 2024,. Les prises de vue se déroulent notamment à New York. Des premières photographies sont dévoilées le 4 avril 2024

## Sortie et accueil
Initialement fixée au 3 octobre 2025, il est précisé courant 2025 que la sortie américaine est repoussée au 6 mars 2026.